# Bertil Falck (arkitekt)

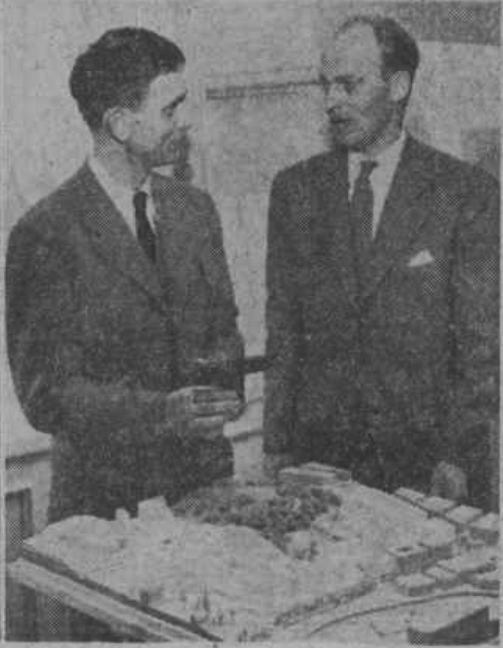
Bo Sahlin och Bertil Falck.

Carl Bertil Falck, född 4 augusti 1925 i Höganäs, Malmöhus län, död 28 mars 2020 i Djursholm, var en svensk arkitekt.
Falck, son till direktör Bengt Falck och Ingeborg Boysen, avlade studentexamen i Stockholm 1945, utexaminerades från Kungliga Tekniska högskolan 1951 och studerade vid Kungliga Konsthögskolan 1954–1957. Han anställdes som arkitekt hos Folke Löfström i Stockholm 1951, blev arkitekt vid Byggnadsstyrelsen i Stockholm 1956 och bedrev egen arkitektverksamhet tillsammans med Gunnar Nordström, Erik Smas och Carl Erik Fogelvik (FFNS) från 1957. Han tilldelades Kungliga Konsthögskolans hertigliga medalj 1955 samt pris och inköp i ett tiotal allmänna arkitekttävlingar.
Falck var politiskt aktiv i Danderyds kommun för Moderaterna, bland annat som ledamot av kommunfullmäktige. Han är begravd på Djursholms begravningsplats.